# Xilitetitla
Xilitetitla är en ort i Mexiko.   Den ligger i kommunen Tetela de Ocampo och delstaten Puebla, i den sydöstra delen av landet, 140 km öster om huvudstaden Mexico City. Xilitetitla ligger 1 888 meter över havet och antalet invånare är 346.
Terrängen runt Xilitetitla är kuperad åt sydost, men åt nordväst är den bergig. Runt Xilitetitla är det ganska tätbefolkat, med 60 invånare per kvadratkilometer. Närmaste större samhälle är Zacatlán, 12,9 km nordväst om Xilitetitla. I omgivningarna runt Xilitetitla växer i huvudsak blandskog.